# 11
Het jaar 11 is het elfde jaar in de 1e eeuw volgens de christelijke jaartelling.

## Gebeurtenissen

### Europa
- Germanicus Julius Caesar (zoon van Drusus) trekt het Romeinse leger terug over de Rijn en laat fortificaties bouwen in Germania Inferior.

### Nederlanden
- De noordelijke Romeinse rijksgrens wordt door  Germanicus versterkt met wachttorens, om mogelijke aanvallen van de Germanen af te slaan.